# استماتة حديدية
تعتبر الاستماتة الحديدية نوعًا من أنواع موت الخلية المبرمج الذي يعتمد على الحديد ويتميز بتراكم بيروكسيدات الدهون، وهو متميز جينيًا وبيوكيميائيًا عن الأشكال الأخرى لموت الخلايا المبرمج مثل الاستماتة الاعتيادية. تبدأ الاستماتة الحديدية نتيجة لفشل الدفاعات المضادة للأكسدة المعتمدة على الجلوتاثيون، ما يؤدي إلى أكسدة الدهون دون توقف وموت الخلايا في نهاية المطاف. يمكن أن تمنع مضادات الأكسدة الدهنية والمخالب الحديدية من الاستماتة الحديدية للخلايا.
إن تراكم بيروكسيدات الدهون المسببة لعملية الاستماتة الحديدية يجعلها مُقادة بالبيروكسيدات، ما يعني أن ما يدفعها للحدوث هو التحلل التأكسدي للدهون. تحدث هذه العملية عندما تأخذ الجزيئات الحرة إلكترونات من جزيء دهني لتسبب تحللها. هذا التحلل هو نتيجة تأكسد جزيئات الدهون، أو فقدانها الإلكترونات  إلى الجزيئات الحرة. تجعل هذه العملية من الاستماتة الحديدية شكلًا تنظيميًا لموت الخلايا. تؤدي عملية التحلل التأكسدي للدهون إلى الاستماتة الحديدية، وذلك لأن إنزيم الغلوتاثيون بيروكسيداز، وهو إنزيم إصلاح الدهون، يتوقف عن العمل.
حدد الباحثون الأدوار التي يمكن للاستماتة الحديدية أن تلعبها في المجال الطبي مثل المساعدة في علاج السرطان حيث يمكن حث هذا النوع من الموت الخلوي في جسم الإنسان. تلعب الاستماتة الحديدية دورًا تنظيميًا في نمو خلايا الورم في جسم الإنسان. مع ذلك، هناك جوانب سلبية تمحو هذا الجانب الإيجابي، تلعب الاستماتة الحديدية دورًا في عرقلة عملية الأيض والاستتباب في جسم الإنسان. نظرًا لكون الاستماتة الحديدية شكلًا من أشكال موت الخلايا المبرمج، فإن بعض الجزيئات التي تشارك في عملية الاستماتة الحديدية تنخرط كذلك في المسارات الأيضية التي تنظم استعمال السيستين، وحالة الجلوتاثيون، ووظيفة النيوكوتيناميد أدنين فوسفات ثنائي النوكليوتيد، وأكسدة الدهون، وتوازن الحديد.

## آلية الاستماتة الحديدية
تعمل الجزيئات الصغيرة مثل الـ إيراستين، سلفاسالازين، سورافينيب، التريتين، آر إس إل -3 ، إم إل – 162 وإم إل – 210 كمثبطات لنمو خلايا الورم وتحث على الاستماتة الحديدية. لا تؤدي هذه الجزيئات إلى استجابة للتغير في الاستماتة الاعتيادية، وبالتالي لا يوجد بها تشابك للكروماتين أو بوليميريز ريبوز بول. بدلًا من ذلك، يتم تغيير النمط الظاهري للميتوكوندريا باستخدام الإيراستين أو آر إس إل - 3 . من الضرورة وجود الحديد لعمل هذه المنشطات. وبالتالي يمكن تثبيطها بواسطة مخالب الحديد. في النهاية، فإن موت الخلايا الناجم عن الإيراستين وآر إس إل - 3 في النمط الظاهري هو ما يصنع الاستماتة الحديدية. ويمكن أيضًا أن تحدث عن طريق منع إنزيم جي بّي إكس 4. وكذلك عن طريق تثبيط جي إس إتش، وهو أمر ضروري لوظيفة إنزيم جي بّي إكس، وفي نهاية المطاف تحفيز الاستماتة الحديدية في الخلية.

## مقارنة مع الاستماتة في الخلايا العصبية
هناك شكل آخر من أشكال موت الخلية المبرمج الذي يحدث في الجهاز العصبي هو الاستماتة الاعتيادية(apoptosis) . أصل اللفظ الأصلي يوناني ويعني "السقوط بعيدًا عن"، تؤدي هذه العملية إلى تحطيم الخلايا إلى أجزاء صغيرة تُبتلع بعملية البلعمة. تحدث هذه العملية بشكل مستمر في الجهاز العصبي للثدييات وتبدأ عند نمو الجنين وتستمر خلال حياته. الاستماتة عملية بالغة الأهمية لتصحيح عدد الخلايا العصبية والخلايا الدبقية. مشابهة للاستماتة الحديدية، يمكن أن تؤدي أي مشكلة في عملية الاستماتة إلى العديد من المضاعفات الصحية، بما في ذلك التحلل العصبي.
ضمن دراسة في استماتة الخلايا العصبية، أجريت معظم الأبحاث على الخلايا العصبية في العقدة العنقية العليا. من أجل إبقاء هذه الخلايا العصبية واستمرارها في توصيل الأعصاب إلى الأنسجة المستهدفة، يجب أن يكون لديها عامل نمو الأعصاب. عادةً، يرتبط هذا العامل بمستقبلات التيروزين كيناز، التي تنشط الفوسفاتيديلينوسيتول 3-كيناز-إيه كي تي والكيناز المُحكم بالإشارة خارج الخلية. يحدث هذا أثناء التطور الطبيعي الذي يعزز نمو الخلايا العصبية في الجهاز العصبي الودي.
أثناء النمو الجنيني، يؤدي غياب عامل نمو الأعصاب إلى تنشيط الاستماتة من خلال تقليل نشاط مسارات الإشارة التي يتم تنشيطها عادةً بواسطته. يطلق على مسار عملية الاستماتة تسمية المسار الداخلي، حيث يتم تنشيطه بواسطة عوامل داخلية قبل العوامل خارجية. دون عامل نمو الأعصاب، تبدأ الخلايا العصبية في الجهاز العصبي الودي في الضمور، وتنخفض معدلات امتصاص الجلوكوز وتبطَّأ معدلات تخليق البروتين وتعبير الجينات. تتطلب عملية الاستماتة الناتجة من غياب عامل نمو الأعصاب إنزيم الكاسبيز. عند غياب عامل نمو الأعصاب، يبدأ إنزيم الكاسبيز-3 بالعمل من خلال تفاعل يبدأ بإطلاق السيتوكروم سي من الميتوكوندريا. في الخلايا العصبية الودية الحية، يمنع فرط التعبير الجيني عن بروتينات سي إل إل/ ليمفوما 2 المضادة للاستماتة من موت الخلايا الناجم عن فقدان عامل نمو الأعصاب. ومع ذلك، فإن الإفراط في التعبير عن الجين بي سي إل المعبر عن الاستماتة، أو ما يعرف بباكس، يحفز إطلاق بروتين السيتوكروم سي 2 . يعزز هذا البروتين تنشيط إنزيم كاسبيز-9 من خلال تشكيل بروتين الاستماتة أو الأبوبتوسم. بمجرد تنشيط إنزيم كاسبيز-9، يمكن أن ينحل وينشط أنزيم كاسبيز-3 ما يؤدي إلى موت الخلية. لا تطلق الاستماتة سائلًا داخل الخلايا مثلما يحدث عند تحلل الخلايا العصبية نتيجة الاستماتة الحديدية. أثناء الاستماتة الحديدية، تطلق الخلايا العصبية المستقلبات الدهنية من داخل جسم الخلية. وهذا هو الفرق الرئيسي بين الاستماتة الحديدية والاستماتة الاعتيادية.